# Villa Mayrl (Kadaň)
Villa Mayrl (čp. 879) je unikátní vilový dům nacházející se v předměstské vilové čtvrti, dříve známé jako Zahradní Město, v Kadani. Stojí na rohu ulic T. G. Masaryka (dříve Gollova) a Havlíčkova (dříve Klenertova). Stavební práce byly dokončeny roku 1929. Na objednávku gymnaziálního profesora Josefa Mayrla ji navrhl kadaňský stavitel a vilový architekt Johann Petzet.

## Výstavba
V září roku 1928 si kadaňský gymnaziální profesor Josef Mayrl zažádal o stavební povolení pro výstavbu rodinného domu na prestižní adrese ve vilové čtvrti Zahradní Město. Unikátní projekt jednopatrové budovy vilového typu pro něj vyhotovil zkušený vilový architekt a stavitel Johann Petzet. Villa Mayrl kombinuje pozdně secesní a funkcionalistické prvky. Střídání obdélníkových a půlkulatých oken a výrazný štít směrem do ulice propůjčily vile charakteristické takřka barokní vzezření. Městská stavební komise ustanovila, že by vila, jakožto masivní cihlová stavba, měla být opatřena sedlovou střechou krytou eternitem červené barvy připomínající měď. V létě 1929 byla nová Villa Mayrl úředně zkolaudována a obydlena rodinou Mayrlových.

## Majitelé
Stavebníkem a prvním majitelem vily byl kadaňský gymnaziální profesor Josef Mayrl. Narodil se roku 1876 v malebné jihotyrolské obci Seis am Schlern v Alpách, kde již v té době kvetl živý turistický ruch. Josef Mayrl vystudoval zřejmě na univerzitě v Innsbrucku klasické jazyky. Jeho studia pak pokračovala na místní kadetní škole. Po dokončení studií nějaký čas působil na několika tyrolských gymnáziích včetně gymnázia v Innsbrucku, odkud byl roku 1905 povolán jako suplent na gymnázium do Kadaně. Právě v Kadani se již roku 1906 oženil s Marií, rozenou Richter, původem z Vídně. Manželům Mayrlovým se narodily dvě děti: dcera Josefina Julie (roku 1911) a syn Friedrich Ludwig (roku 1916). Už od roku 1906 byl Josef Mayrl řádným gymnaziálním profesorem a na kadaňském gymnáziu vyučoval latinu, řečtinu a němčinu, zároveň byl v té době veden jako kadet-důstojnický zástupce ve výslužbě. V roce 1908 byl povýšen do hodnosti poručíka. Ve školním roce 1911/1912 byl již navíc titulován jako c. k. gymnaziální profesor a kromě klasických jazyků a němčiny vyučoval ještě propedeutiku a stenografii. Na starosti měl tehdy také sportovní hry nižších ročníků. Od roku 1912 vedl na kadaňském gymnáziu rovněž kurzy stenografie a sportovní střelby.
Jedním z jeho studentů byl Walter Brand (1907–1980), který v Kadani úspěšně odmaturoval v roce 1927 a pokračoval studiem na univerzitě ve Vídni. Tento aktivní exponent tzv. sudetoněmeckého hnutí, spolupracovník Konrada Henleina a přesvědčený nacionální socialista býval během svých středoškolských let fascinován skautingem a německými Wandervogely. Snad tomu tak bylo právě zapříčiněním osobnosti vzdělaného a vojáckého profesora Josefa Mayrla. V rámci vnitrostranických konkurenčních bojů mezi špičkami nacionálních socialistů byl Walter Brand ještě v roce 1939 zatčen gestapem a období druhé světové války pak strávil až do roku 1945 jako vězeň po různých koncentračních táborech, například v Sachsenhausenu.
Prof. Josem Mayrl je roku 1928 uváděn jako náměstek starosty a v letech 1934 až 1936 se krátce stal přímo starostou města Kadaně. Zemřel těsně před vypuknutím války roku 1939. Jeho manželka Marie Mayrl přežila druhou světovou válku v rodinné Ville Mayrl a hned v červenci 1945 odtud byla vystěhována. Na nějakou dobu se pak uchýlila do nedalekého Klášterce nad Ohří, odkud byla pravděpodobně s většinou tamějšího německojazyčného obyvatelstva vyhnána do některé okupačních zón poraženého Německa.